# Faeton
Faeton (grč. Φαέθων, Faethon) u grčkoj mitologiji Helijev je sin. U alternativnom mitu, Eja je Kefalu rodila sina, ali Afrodita ga je ukrala dok je bio dijete, da bi bio noćni čuvar u njezinu najsvetijem hramu. Krećani su ga nazivali Adim, jutarnjom i večernjom zvijezdom.

## Etimologija
Faetonovo grčko ime znači "sjajni".

## Mitologija
Ljubomorni Zeusov sin Epaf nije mogao podnijeti da je Faeton, Helijev sin, blistav i sjajan poput oca te ga je u svađi nazvao potomkom ništavnog smrtnika. To je Faetona jako uvrijedilo, ali i natjeralo da posumnja te je otišao Heliju i ispitivao ga je li mu on sigurno otac. Helije ga je uvjeravao, ali Faetont se nije mogao smiriti, stoga se Helije zakleo presvetom rijekom Stiks da će mu kao dokaz ispuniti bilo koju želju.
Faeton je poželio da jedan dan vozi očeva kola. Helije se uplašio i počeo razuvjeravati Faetona da to nije za smrtnike te da je neiskusan u kroćenju vatrenih i blistavih, krilatih konja koji vuku kočiju. No, Faeton se nije dao razuvjeriti te je, zbog zakletve, Helije morao ispuniti obećanje. Skinuo je svoju zlatnu krunu i ukratko mu objasnio kako upravljati kočijom.
Faeton je potjerao Helijeva kola, a krilati su konji osjetili da ih ne vodi poznata i čvrsta ruka te su skrenuli sa svoje svakodnevne putanje. Isprva su se podigli previsoko te se zemlja smrznula, a potom su se spuštali i padali sve niže, a od plamena su uzavrele rijeke, zemlja se sušila i pucala (nastajale su pustinje - Sahara), a šume su gorjele - čak su se i vrata Hada otvorila. Geja je zaprijetila Faetonu i pozvala Zeusa da spriječi uništenje zemlje. Zeus je poslao munju na Faetona koji se srušio u bezdan, u rijeku Eridan, i umro, ali život na zemlji bio je spašen.
Helije je bio neutješan te je toga dana zemlja ostala bez sunca. Faetonove sestre Helijade pretvorile su se u topole, a od njihovih je suza nastao jantar. Zeus je darovao Heliju labudove koji će mu vući kočiju umjesto uništenih konja.

## Vanjske poveznice
- Faetont u klasičnoj literaturi i umjetnosti (engl.)
- Faetont u grčkoj mitologiji (engl.)